# Приліпка (Кременчуцький район)
Прилі́пка — село в Україні, у Козельщинській селищній громаді Кременчуцького району Полтавської області. Населення становить 400 осіб. До 2017 орган місцевого самоврядування — Приліпська сільська рада.

## Географія
Село Приліпка знаходиться на правому березі річки Псел, закрут якої оточує село з трьох сторін, на протилежному березі — села Плавні, Киселівка, Говтва, Загребелля, Хорішки та Юрки. Примикає до села Глибока Долина.

## Історія
Село Приліпка було засноване в кінці 10-го-на початку 11-го століття. Село знаходиться біля гори (Шар-Гора), на якій на той час була фортеця і центральна частина села. В центрі села був ярмарок, на який з усіх сіл приїжджали купці, ярмарок проводився раз на тиждень. Фортеця знаходилась на горі, і була оточена стінами, що давало змогу утримуватися від ворогів. З Шар-Гори добре видно околоці села, а також інші села, що давало змогу легко спостерігати за ворогом, що насувається. Також до села Приліпка відносилось сусіднє село Говтва, що пізніше стало головним центром на Шар-Горі і всієї фортеці. На протилежному боці села, за Шар-Горою ближче до села Глибока Долина, знаходилась «Лиса Гора» — де, за переказами та легендами, викидали мертвих козаків, які загинули від ворога, тобто «Братська Могила». Пізніше було створене кладовище на самій Шар-Горі.
Місце Говтвянської битви 1638 року. 

### Радянський час
Згідно з документами та матеріалами в селі Приліпка, а саме на Шар-Горі, було знайдено печери, а також тунелі, що вели в глиб гори на багато десятків кілометрів. Згідно з повір'ями — був туннель, що вів до села Попівка. В 1950—1960 р.р. цей тунель, а також інші тунелі, було засипано на вимогу Радянської влади.

### Новітній Час

Пам'ятник на честь 900-річчя з перших спогадів про одне з найдавніших поселень в Україні — Говтву.

З року в рік в селі Приліпка, на Шар-Горі, проводиться свято на честь пам'яті 900-річчя з часу перших спогадів про одне з найдавніших поселень в Україні — Говтву.
12 червня 2020 року, відповідно до розпорядження Кабінету Міністрів України № 721-р «Про визначення адміністративних центрів та затвердження територій територіальних громад Полтавської області», село увійшло до складу Козельщинської селищної громади.
19 липня 2020 року, в результаті адміністративно - територіальної реформи та ліквідації Козельщинського району, село увійшло до складу новоутвореного Кременчуцького району.

## Економіка
- Молочно-товарна ферма.
- ПП «Деметра».
- ТОВ «Агротехнологія».

## Пам'ятні місця
На околицях села налічується близько 30 курганів епохи бронзи (2 тис. до н. е.).

## Відомі люди
- Маслій Антон Олександрович (1989—2015) — головний старшина Збройних сил України, учасник російсько-української війни.